# José Nasazzi
Artikeln följer den spanska namnseden; faderns efternamn är Nasazzi och moderns efternamn Yarza.
José Nasazzi Yarza, född den 24 maj 1901 - avled den 17 juni 1968, var en uruguayansk fotbollsspelare. Han deltog i Uruguays vinst i Världsmästerskapet i fotboll 1930. Under sina 14 år i landslaget (som lagkapten) lyckades han även vinna två OS-guld (1924 och 1928) och fyra Sydamerikanska mästerskap (1923, 1924, 1926 och 1935).

## Meriter
Uruguay
- VM-guld: (1) 1930
- OS-guld: (2) 1924 och 1928
- Sydamerikanska mästerskap: (4) 1923 1924, 1926, 1935

  Club Nacional de Football
- Primera División de Uruguay: (2) 1933, 1934

Individuella meriter
- Bäste spelaren under Världsmästerskapet i fotboll: (1) 1930
- Bäste spelaren under Sydamerikanska mästerskapet: (2) 1923, 1935
- Lista över Sydamerikas bästa fotbollsspelare under 1900-talet (enligt IFFHS): 26:e plats

## Kuriosa
- Nasazzi's Baton är ett inofficiellt pris som spåras till Uruguays vinst i VM-finalen 1930 (30 juli). Priset vandrar vidare till det lag som slår föregående lag som bär priset, och matchen måste vara en officiell FIFA-match. Den 6 september 1931 slog Brasilien Uruguay och blev därmed prisbärare. Matcherna spåras fram till dagens datum och Sverige var bärare av priset under en period tills EM-kvalmatchen mot Nederländerna, den 12 oktober 2010 [1]
- Bella Vistas hemarena är döpt efter Nasazzi; Estadio Parque José Nasazzi